# Mario Carotenuto
Mario Carotenuto  (n. 30 iunie 1916, Roma, Regatul Italiei – d. 14 aprilie 1995, Roma, Italia) a fost un actor italian. A interpretat diferite roluri în peste o sută de filme ale genului Commedia all'italiana, fiind activ ocazional și în dublaj.

## Biografie
Fiul lui Nello Carotenuto, actor de film mut, Mario a împărtășit cu fratele său mai mare Memmo, de asemenea actor, o adolescență turbulentă care va merita și trei ani de școală de corecție (parțial în Cairo Montenotte). În timpul celui de-al Doilea Război Mondial a servit în SS-ul italian. În 1953 s-a căsătorit cu actrița și dansatoarea Luisa Poselli de la care în anul următor va avea o fiică, Claretta, actriță și regizor, botezată probabil în amintirea unei „celebre cunoscute” din perioada fascistă (este vorba de Clara Petacci). Despărțirea de soția sa va avea loc în 1964, iar divorțul, conform legilor catolice din acele timpuri, va fi oficializat abia în 1974.
Debutul său pe scenă a avut loc la vârsta de doar opt ani, la Teatro Costanzi din Roma, dar mai târziu, încă un copil fiind, ar fi desfășurat meserii care nu prea aveau legătură cu spectacolele de teatru. Abia în a doua jumătate a anilor patruzeci și-a început cariera de actor la radio. În timpul celui de- al Doilea Război Mondial, Carotenuto a devenit parte a companiei de teatru dependentă de departamentul de propagandă din a 29-a Divizie Waffen-Grenadier der SS (italienische Nr. 1) . S- a dedicat și teatrului de revistă iar în 1953 a fost șeful uneia dintre companiile sale.
Este de remarcat interpretarea sa în rolul lui Peachum în Opera de trei parale de Bertolt Brecht, regizat de Giorgio Strehler, care i-a adus premiul San Genesio în 1956 pentru cea mai bună interpretare masculină. De-a lungul anilor au urmat roluri în spectacole de Shakespeare, Pirandello și Molière. De remarcat sunt și interpretările importante în comediile muzicale ale lui Garinei și Giovannini din anii 1950-1980.
Mario Carotenuto și-a făcut debutul ca actor în cinema în anul 1949 cu filmul Maracatumba… ma non è una rumba (Maracatumba ... dar nu este o rumba), cu Renato Rascel, preluat dintr-un varieteu teatral de mare succes. Solicitat de principalii producători și regizori, va da viață la mai mult de o sută de filme, unui număr remarcabil de personaje cu caractere memorabile, de la comedia italiană la filme de autor, la comedie și musicarello.
A decedat la Spitalul Aurelia din Roma pe 14 aprilie 1995 din cauza unui cancer, fiind înmormântat în cimitirul din Grottammare, orașul Marche din care provine Gabriella Cottignoli, a doua soție a actorului.

## Filmografie selectivă
- 1949 Maracatumba... ma non è una rumba, regia Edmondo Lozzi
- 1952 Ieri, azi, mâine (Ieri, oggi, domani), regia Silvio Laurenti Rosa
- 1955 Un erou al timpurilor noastre (Un eroe dei nostri tempi), regia Mario Monicelli
- 1956 Femeia zilei (La donna del giorno), regia Citto Maselli
- 1959 Băieții de la tonomat (Ragazzi del Juke-Box), regia Lucio Fulci
- 1959 Cerasella, regia Raffaello Matarazzo
- 1959 Cursa de 100 kilometri (La cento chilometri), regia Giulio Petroni
- 1959 Urlatori alla sbarra, regia Lucio Fulci
- 1960 Vânătoare de soți (Caccia al marito), regia Marino Girolami
- 1967 Tată de familie (Il padre di famiglia), regia Nanni Loy
- 1969 Dacă e marți, e Belgia (If It's Tuesday, This Must Be Belgium), regia Mel Smart
- 1972 Jocul de cărți (Lo scopone scientifico), regia Luigi Comencini
- 1974 Polițista (La poliziotta), regia Steno
- 1983 Cuando calienta el sol... vamos alla playa, regia Mino Guerrini
- 1995 Romanzo di un giovane povero, regia Ettore Scola

## Premii
- 1956: Premiul San Genesio ca cea mai bună caracterizare masculină în Opera de trei parale
- 1973: Panglică de argint (Nastro d'argento) ca cel mai bun actor într-un rol secundar pentru filmul Jocul de cărți.

## Vezi și
- Commedia all'italiana
- Memmo Carotenuto

## Legături externe
- Mario Carotenuto la Internet Movie Database

  Materiale media legate de Mario Carotenuto la Wikimedia Commons